# Claudio Bravo Camús
Claudio Bravo Camús (Valparaíso, 8 de novembre de 1936 - Taroudant, Marroc, 4 de juny de 2011) va ser un pintor xilè hiperrealista que va viure a Tànger, al Marroc, des de 1972 fins que va morir.
De família d'agricultors, va viure gran part de la seva infància a la zona rural de Melipilla. Entre els anys 1945 i 1954 va estudiar al Col·legi Jesuïta San Ignacio a Santiago de Xile, aconseguint entrar a l'estudi Miguel Venegas Cifuentes, amb qui va estudiar dibuix i pintura durant un temps.
El 1954, amb tot just 17 anys, va realitzar la seva primera exposició individual a la Sala Trece a Santiago.
El 1955 va ballar professionalment amb la Companyia de Ballet de Xile i va treballar per al Teatre d'Assaig de la Universitat Catòlica de Xile. Des de 1955 Bravo va alternar la seva vida entre Santiago i Concepción (ciutat xilena).
A la dècada de 1960 es va establir com a retratista a Madrid, on va tenir un immediat reconeixement per la seva sorprenent capacitat de crear versemblança.
El 1968 Bravo va rebre una invitació de Ferdinand Marcos, llavors president de les Filipines, per pintar a ell i la seva dona, Imelda Marcos, així com a altres membres de l'alta societat filipina. Claudio Bravo no pintava a partir de fotografies, sinó que preferia tenir al motlle, model o models en el lloc, ja que deia que havia de capturar l'essència de l'objecte a pintar, i això només es pot realitzar tenint davant el model.
El 1970 va fer la seva primera exposició a la Staempfli Gallery de Nova York. Poc després, el 1972, es va traslladar a Tànger, on es va comprar una mansió de tres pisos del segle xix.
L'any 2000 va donar al Museu del Prado 19 escultures grecoromanes de la seva col·lecció. El mateix any va rebre de mans dels reis d'Espanya la Gran Creu de l'Orde Civil d'Alfons X el Savi.
Va morir al Marroc el 4 de juny de 2011 a causa d'un atac d'epilèpsia.

## Obra
Les obres de Claudio Bravo s'inclouen en les següents col·leccions d'art:
- Museu d'Art de Ponce, Ponce, Puerto Rico
- Museu d'Art de Baltimore, Baltimore, Maryland
- Museu Metropolità d'Art, Nova York, Nova York
- Museu Nacional de Belles Arts, Santiago de Xile, Xile
- Museu Rufino Tamayo, Ciutat de Mèxic, Mèxic
- Museu Boymans-van Beuningen, de Rotterdam, Holanda
- Museu d'Art Modern de Nova York, Nova York
- Museu Ludwig, de Colònia, Alemanya
- Palmer Museum of Art, State College, Pennsilvània
- Museu d'Art de Filadèlfia i Pennsilvània.